# Благовіщенський парк
Благові́щенський парк — парк-пам'ятка садово-паркового мистецтва місцевого значення в Україні. Розташований у центральній частині міста Благовіщенське Кіровоградської області. 
Площа — 7,6 га, статус отриманий 1992 року. Перебуває у віданні: Відділ комунального господарства Благовіщенського міськвиконкому